# Albert Brudzewski
Albert Brudzewski, poljski astronom, matematik, filozof in diplomat, * 1445, Brudzewo, † 1497, Vilnus.
Brudzewski je deloval kot profesor na Krakovski akademiji (današnja Jagelonska univerza), kjer je deloval 20 let. Njegov najbolj znani učenec je bil Nikolaj Kopernik.